# Vera Deckers

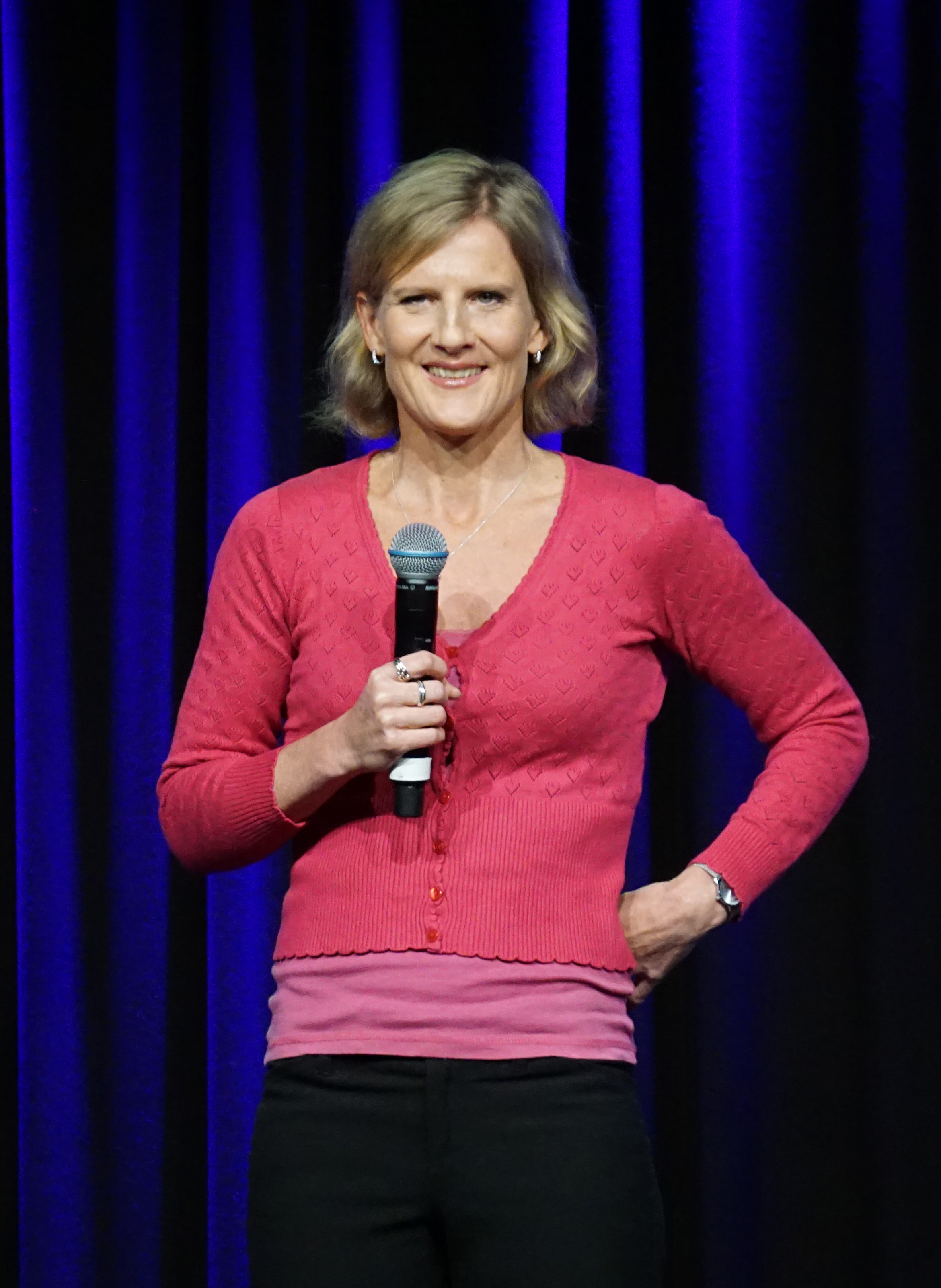
Vera Deckers, 2019

Vera Deckers (* 8. März 1973 in Köln) ist eine deutsche Psychologin und Comedienne.

## Leben
Deckers wuchs in der Nähe von Bonn auf. In ihrer Schulzeit spielte sie Schultheater und nahm an einem Kabarettworkshop von Konrad Beikircher und Hanns Dieter Hüsch teil. Eine Satire Deckers’ wurde in Unterhaltung am Wochenende mit Gaby Köster und Kalle Pohl gezeigt.
Neben dem Psychologiestudium war Deckers Ensemblemitglied der Bonner Theatergruppe „Unerhört“. 2001 schloss sie ihr Studium mit dem Diplom ab. Nach einem Auftritt im Ersten Kölner Wohnzimmertheater folgte ein Engagement für den Quatsch Comedy Club, in dem sie ihren ersten Auftritt im Jahr 2002 hatte. Ab 2004 tourte sie mit Soloprogrammen durch Deutschland. 2008 schloss sie eine Ausbildung zum Live Coach ab; Einzelcoachings zum Halten von Vorträgen bot sie ab 2011 an.
Von 2002 an besuchte sie die Köln Comedy Schule; bald folgte ein erster Auftritt bei Nightwash. Deckers war außerdem z. B. bei TV Total, in Blond am Freitag, dem Kookaburra Comedy Club und in Ottis Schlachthof zu sehen.

## Auszeichnungen
- Comedy-Health:Angel (Bonn, 2015)